# Le Décret
Le Décret est une nouvelle fantastique de Marcel Aymé, parue dans Candide en 1941.

## Historique
Le Décret paraît d'abord dans le journal Candide du 29 octobre 1941, puis est repris dans Le Passe-muraille, quatrième recueil de nouvelles de l'auteur, en avril 1943.

## Résumé
« le monde eut vieilli tout à coup de dix-sept années, il se trouva que la guerre était finie ». Après avoir sauté 17 années, un homme voyage dans la France et va dans une zone qui n'a pas pu avoir le décret donc il revient dix sept années avant. Et il recommença sa vie.